# Pine Manor
Pine Manor é uma Região censo-designada localizada no estado americano de Flórida, no Condado de Lee.

## Demografia
Segundo o censo americano de 2000, sua população era de 3785 habitantes.

## Geografia
De acordo com o United States Census Bureau, Pine Manor tem uma área de 1,1 km², dos quais 1,1 km² cobertos por terra e 0,0 km² cobertos por água.

## Localidades na vizinhança
O diagrama seguinte representa as localidades num raio de 8 km ao redor de Pine Manor.